# Demon Fuzz
Demon Fuzz est un groupe de rock psychédélique britannique, composé de musiciens originaires des pays caribéens du Commonwealth. Il est formé en 1968 et se sépare en 1972. Le nom du groupe signifie « enfants du diable ou mauvais policiers ».
Ils jouent d'abord de la musique soul, puis, à la suite d'un voyage au Maroc, adopte un style décrit comme un mélange de funk, rock psychédélique, de jazz et de musique africaine.

## Biographie
Le groupe signe avec Dawn Records, label de Pye Records, avec lequel sort un premier album studio, Afreaka!. La reprise de la chanson I Put a Spell on You est incluse en 1971 dans le sampler The Dawn Take-Away Concert (numéro de catalogue DNLB 3024). Commercialisé au prix de 99 pence, l'album comprend également des chansons de Mungo Jerry, Comus, The Trio, Heron, Paul Brett's Sage, Mike Cooper, Atlantic Bridge, Jackie McAuley, Bronx Cheer, John Surman, John McLaughlin, Dave Holland, Stu Martin, Karl Berger et le Be-Bop Preservation Society. Un maxi-single de Demon Fuzz est publié par Nippon Columbia autour de 1971, qui est plus tard mis à disposition sous forme de CD.
Afreaka! est distribué aux États-Unis par Janus. Il atteint la quatrième place du classement Billboard en juin 1971. Toujours en 1971, le morceau Hymn to Mother Earth est inclus dans la compilation WDAS-FM.
En 1976, après que la séparation du groupe, leur deuxième album, Roots and Offshoots, est auto-édité sous le label Paco Media Inc. aux États-Unis.
La compilation From Calypso to Disco: The Roots of Black Britain, publiée en 1999, inclut leur morceau Message to Mankind. Aussi, leur performance de Misery est inclus dans la compilation  Paint It Black: Kaleidoscopic Funk Collision, publiée en 2002 par Harmless Records (également publié comme un ensemble à double LP). En 2003, le label Get Away réédite le sampler de Dawn Records en version vinyle en Italie. Au XXIe siècle, une autre en s'appuyant sur le vinyle est faite par Janus sous le même numéro de catalogue que l'édition 1971.
Trois rééditions CD de Afreaka sont produites, et incluent les trois morceaux issus du maxi-single de 1970 en bonus ; au Japon, un double CD (12-cm et de 8 cm) dans un gatefold douille de papier a été faite par Arcangelo en 2004, sur le Castle Music label en 2005, et au Royaume-Uni par le Esoteric Recordings label en 2009. Roots and Offshoots est réédité en CD en 2006, toujours sous le Paco Inc médias. / Canouan Music Inc.

## Performances
Le groupe est favorisé par une agence à Londres appelée The Red Bus Company, qui a également signé avec Mungo Jerry, Mike Cooper, Titus Groan, et Wildmouth, qui a organisé pour eux de se présenter à un concert du Hollywood Music Festival en mai 1970, organisé près de Newcastle-under-Lyme, en Angleterre.
Ils jouent au Phun City Festival à Worthing. En novembre 1970, le groupe joue une série de concerts intitulée A Penny Concert avec Titus Groan, Heron et Comus. À cette période, ils jouent notamment au Marquee Club.
Ils sont annoncés au programme de télévision Disco 2 sur la BBC, produit par Stephen Clive Turner, apparition pour laquelle le présentateur se verra proposé 25 pounds pour qu'ils y jouent. Il refusera et sera renvoyé. Par la suite, le tabloïd News of the World publie un article sur l'événement.

## Membres
- Paddy Corea - arrangement, coordination, flûte, saxophone, congas
- Ray Rhodes - piano, orgue
- Sleepy Jack Joseph - basse
- Smokey Adams - chant
- Steven John - batterie
- W. (Winston) Raphael Joseph - guitare
- Clarence Crosdale - trombone
- Ayinde Folarin - congas sur Afreaka!